# Шпиці
Шпи́ці — одна з вершин гірського масиву Чорногора (Українські Карпати). Розташована у Верховинському районі Івано-Франківської області, в межах Карпатського національного природного парку.
Висота гори — 1863 м. Лежить у центральній частині Чорногорського масиву, за кілька кілометрів на північний схід від головного хребта, і з'єднана з ним пологою сідловиною.
Шпиці — одна з найцікавіших гір у Карпатах. Її східні схили оперезані скельними виступами заввишки 20–50 м, які справді нагадують шпиці (звідси й назва гори).
Скелі, яких, за деякими даними, налічується аж 15 рядів, сформовані переважно з олігоценового магурського пісковика; вони є наслідками давнього гірського зледеніння, що відбулося в Карпатах у четвертинний період.
На північному заході від гори — велика котловина гори Данціжа, обмежена хребтами Великі і Малі Кізли. Трохи правіше, у напрямку на північ від Шпиців, видніється гора Гомул, а ще правіше, на північний схід, — гора Велика Маришевська. На півдні розташована гора Бребенескул, друга за висотою вершина не лише Чорногори, а й усієї України. На південних схилах Шпиць розкинувся льодовиковий кар, грандіозний за своїми розмірами та красою, який ще називають урочищем Ґаджина. Він утворений скелястими схилами гір Шпиці та Ребра. Саме тут, за словами місцевих жителів, похований Олекса Довбуш, провідник опришків. Тут же 1878 р. був побудований і працював перший в Українських Карпатах прихисток для туристів, названий на честь Яна Грегоровича, одного з засновників Татранського Товариства в Коломиї. А перший дороговказ на гору Шпиці був встановлений ще 1884 р. В урочищі Ґаджина туристи бувають рідко, зате влітку час від часу сюди заходять пастухи (переважно з найближчого до гори села Бистреця), які випасають овець, коней та корів.
Гора Шпиці вкрита трав'яними і напівчагарниковими альпійськими луками. Тут трапляються такі рідкісні представники флори як ліннея північна, білотка альпійська, сосюрея альпійська, кортуза Маттіолі тощо. Також на схилах гори можна натрапити на цікаву рослину — сугайник клюзія, яка належить до зникаючих видів і тому охороняється. Є багато чорниць і брусниць.
Час від часу на скелі гори Шпиці приїжджають альпіністи, хоча й не так масово, як, наприклад, на Скелі Довбуша у Бубнищі.
З огляду на її унікальність гору Шпиці було б доречно виділити в окрему та особливу природоохоронну територію (в межах Карпатського національного природного парку).

## Світлини

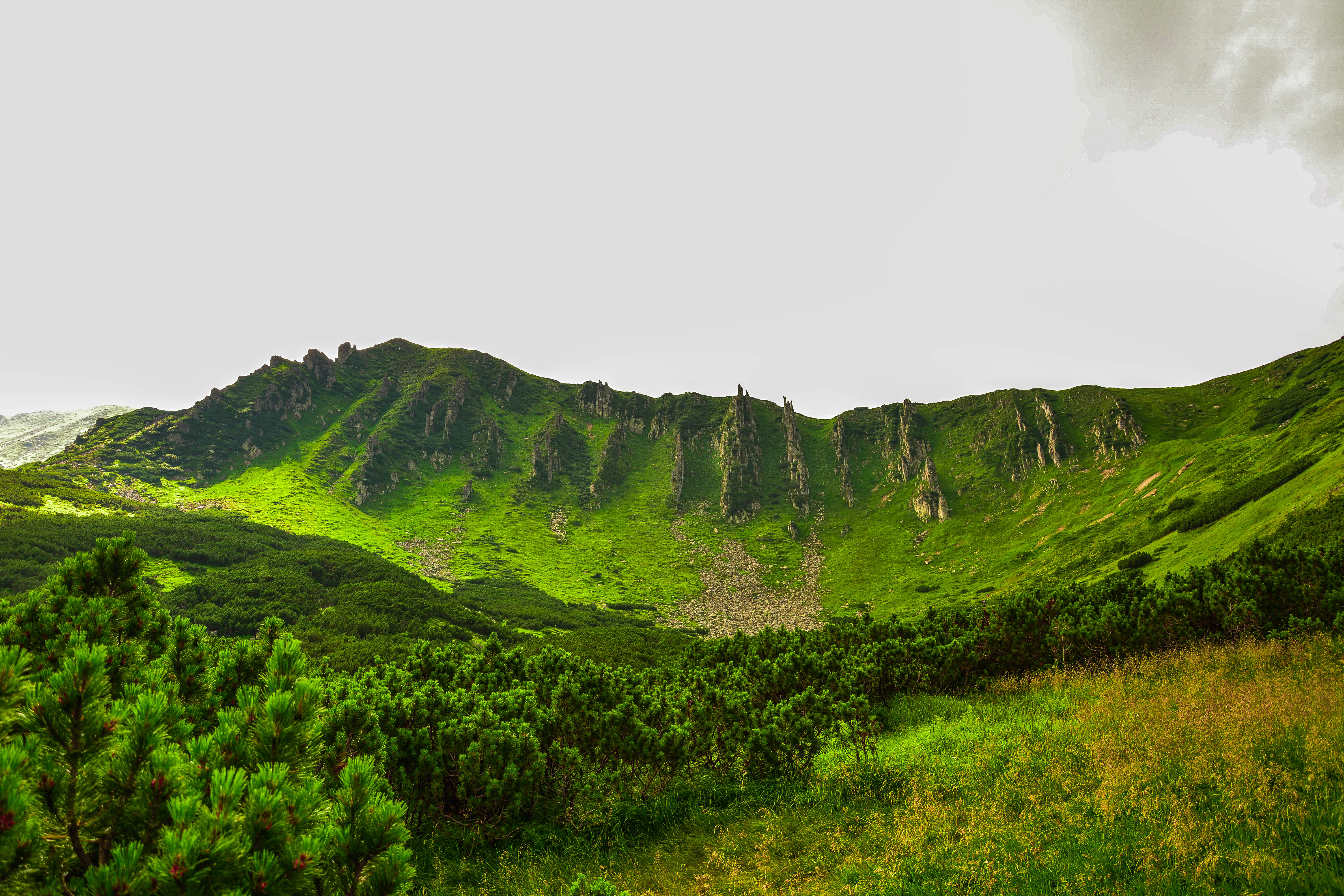
Ряд скель на горі
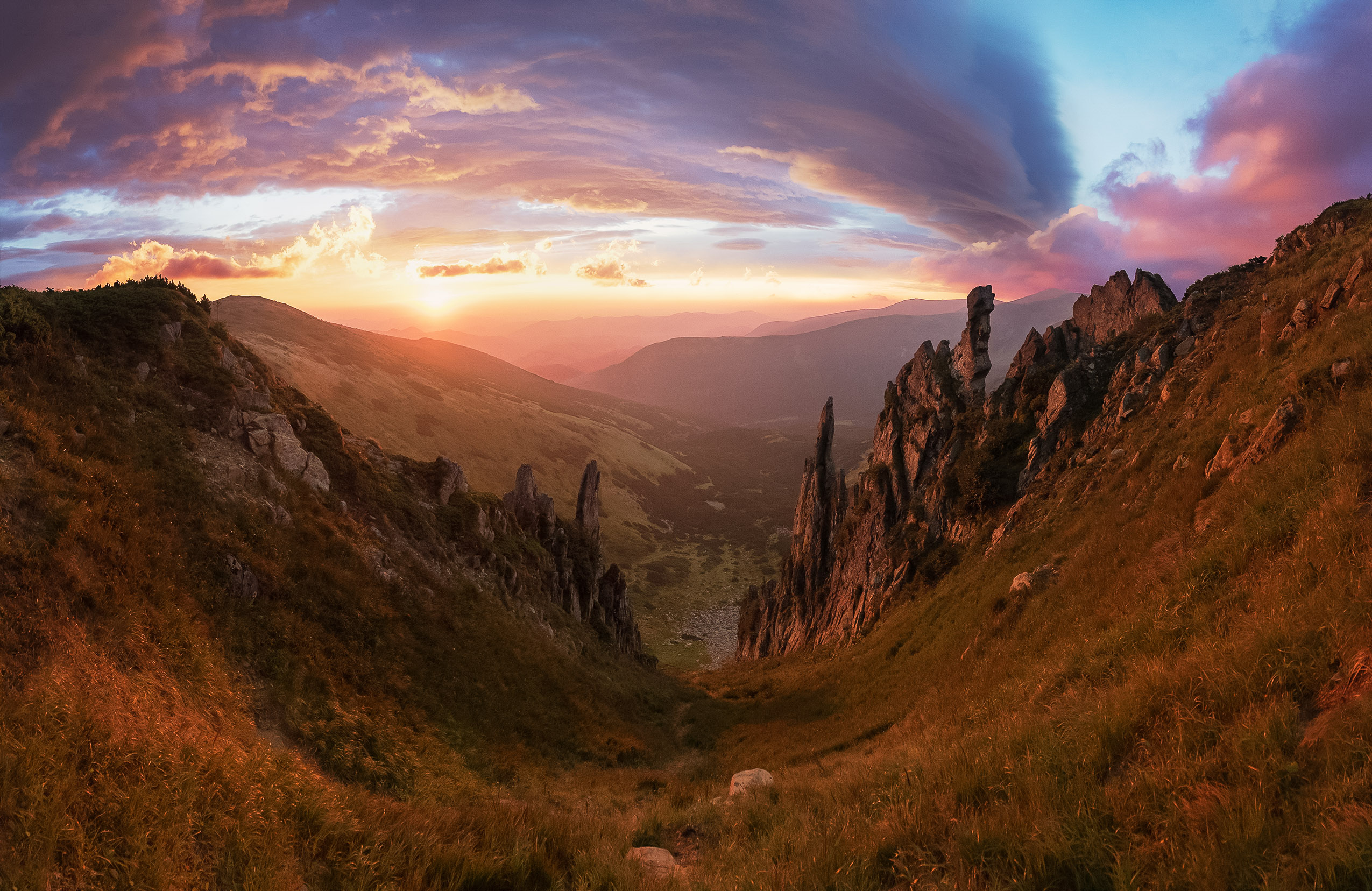
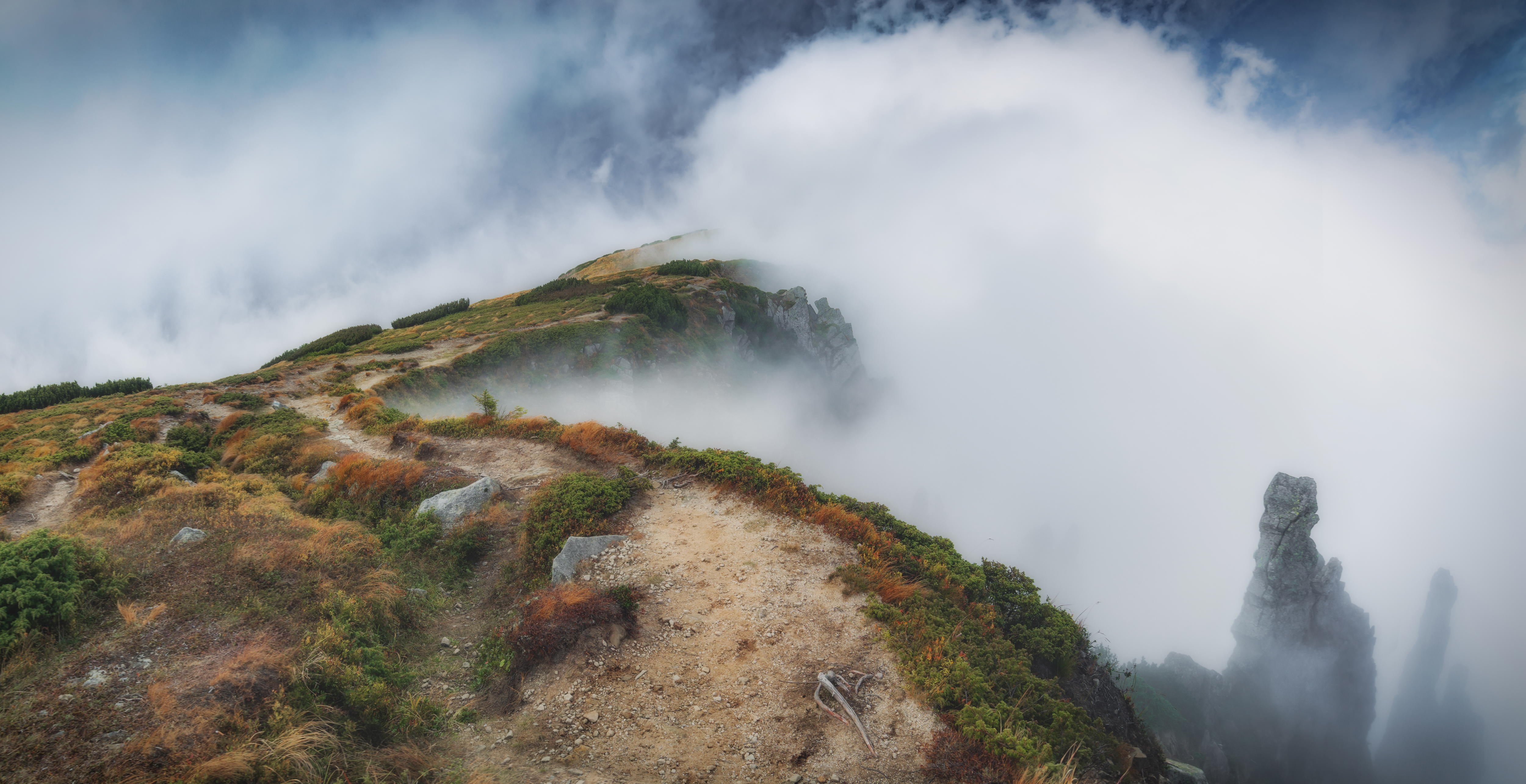
Стежка на вершині гори
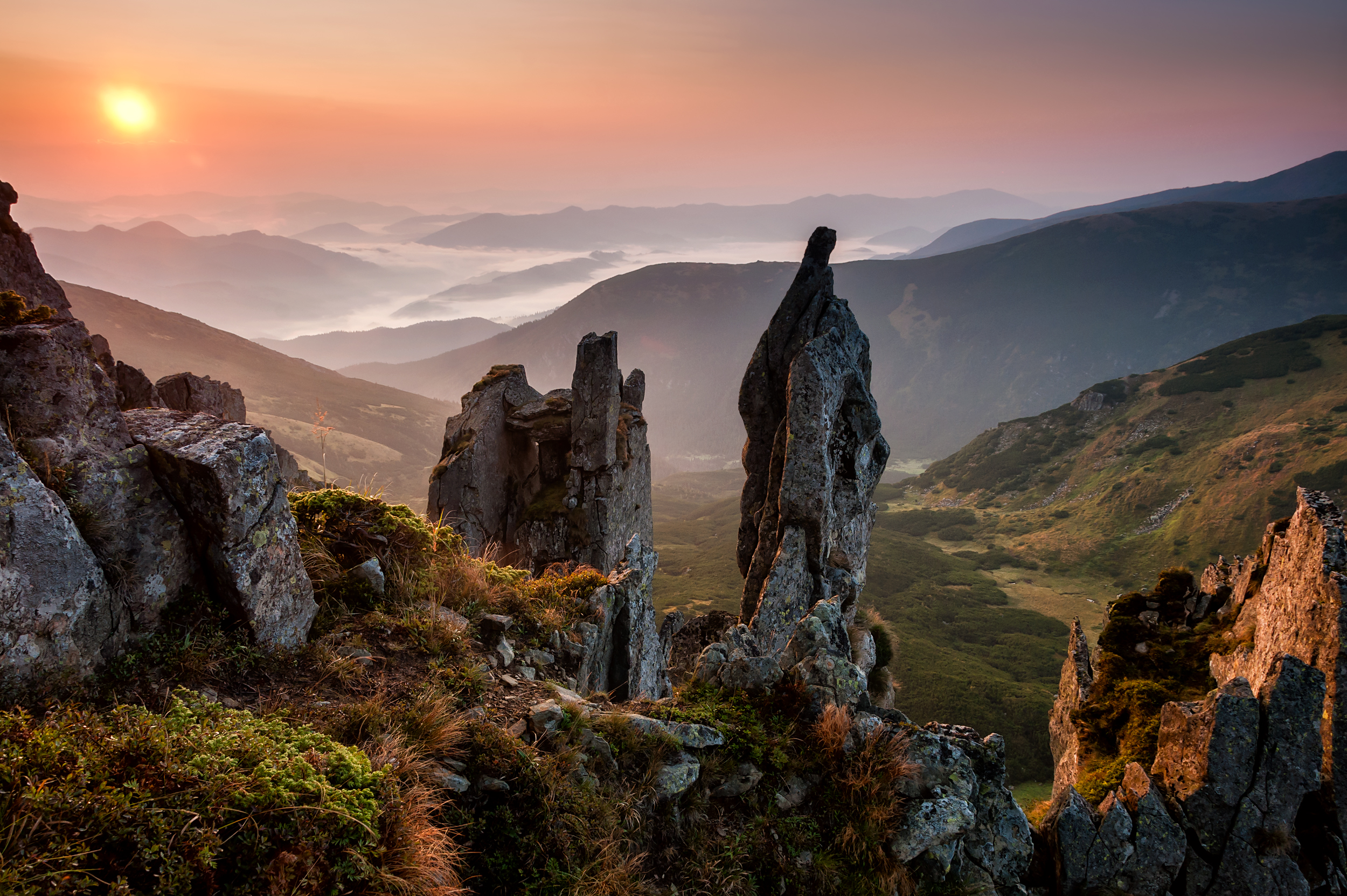
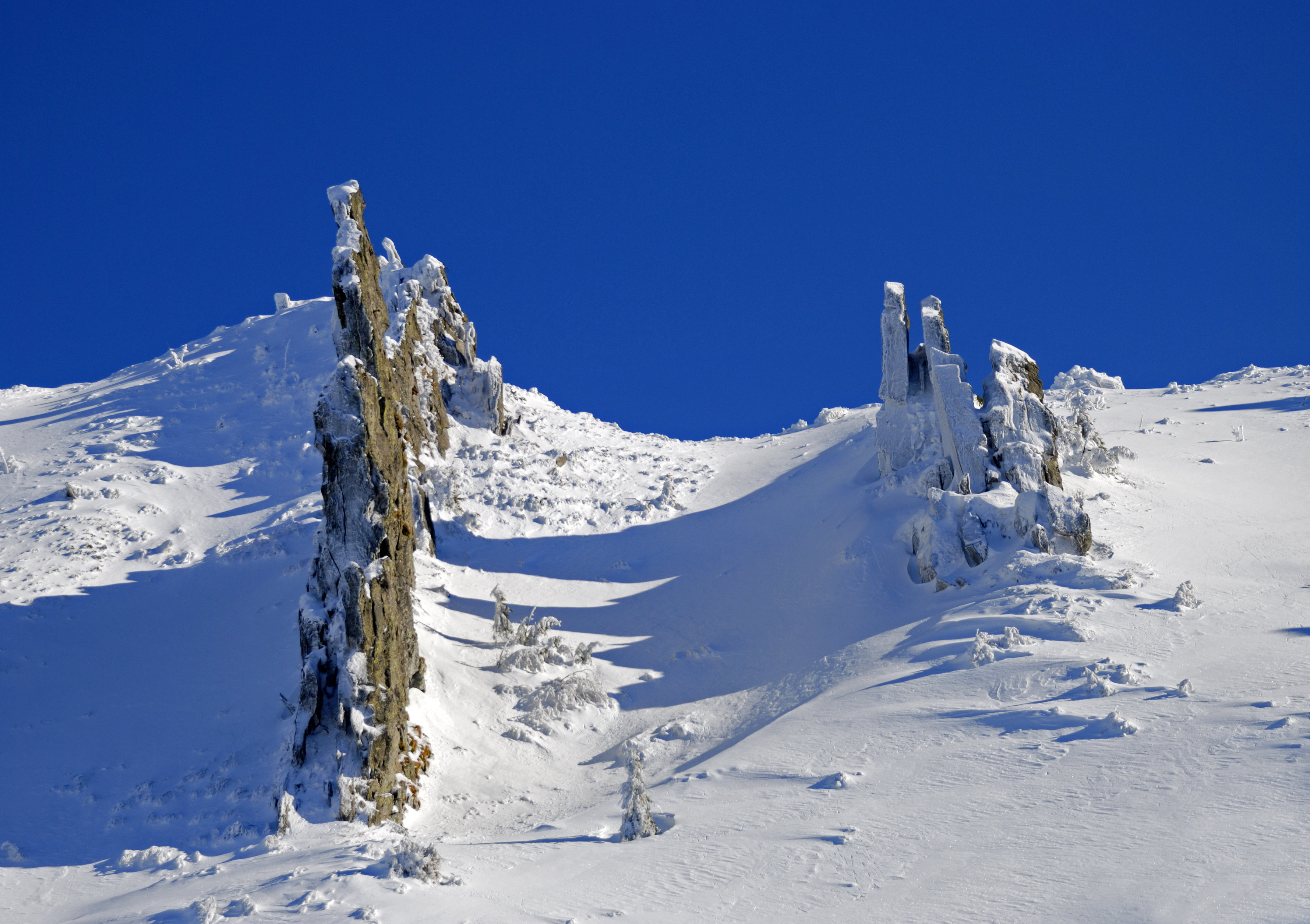
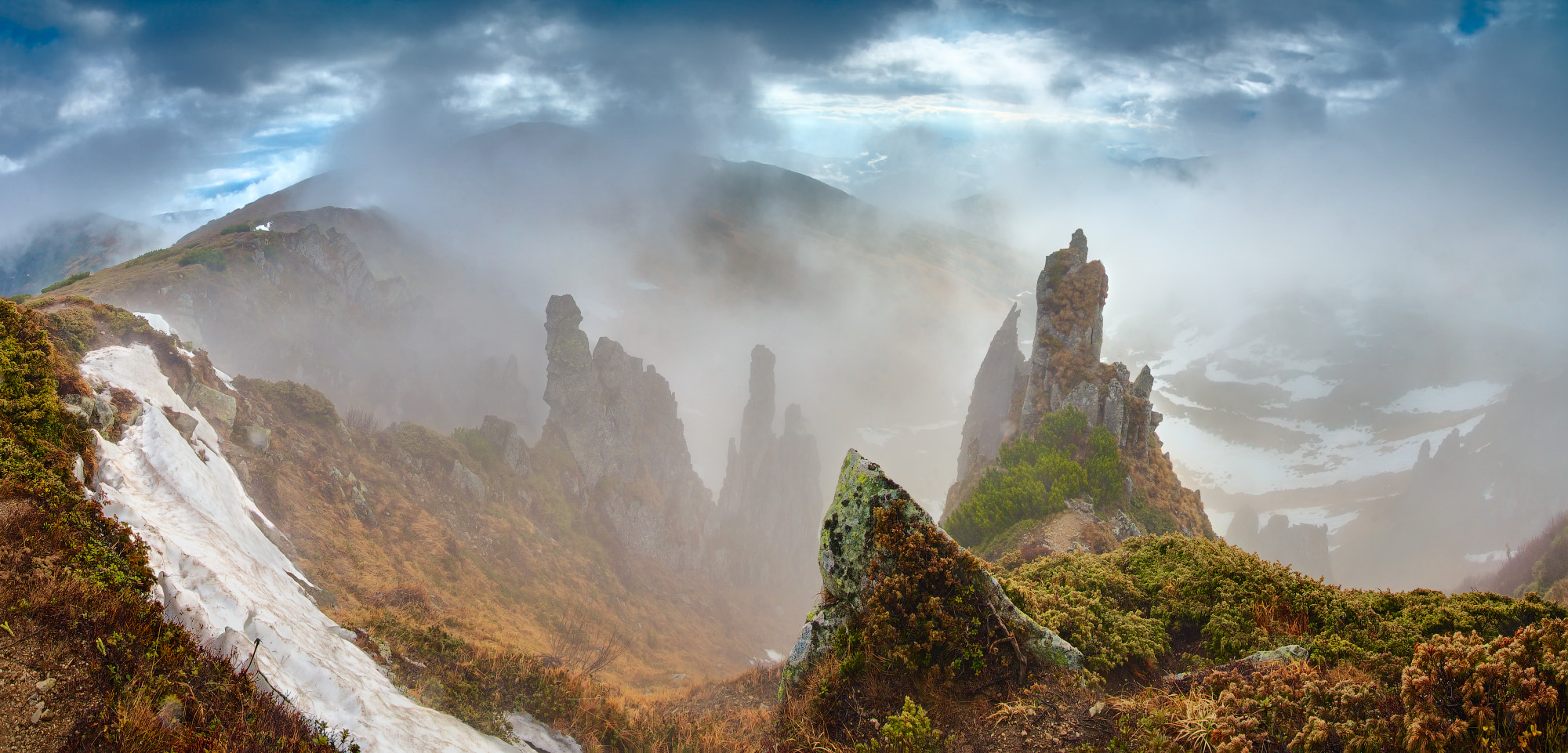
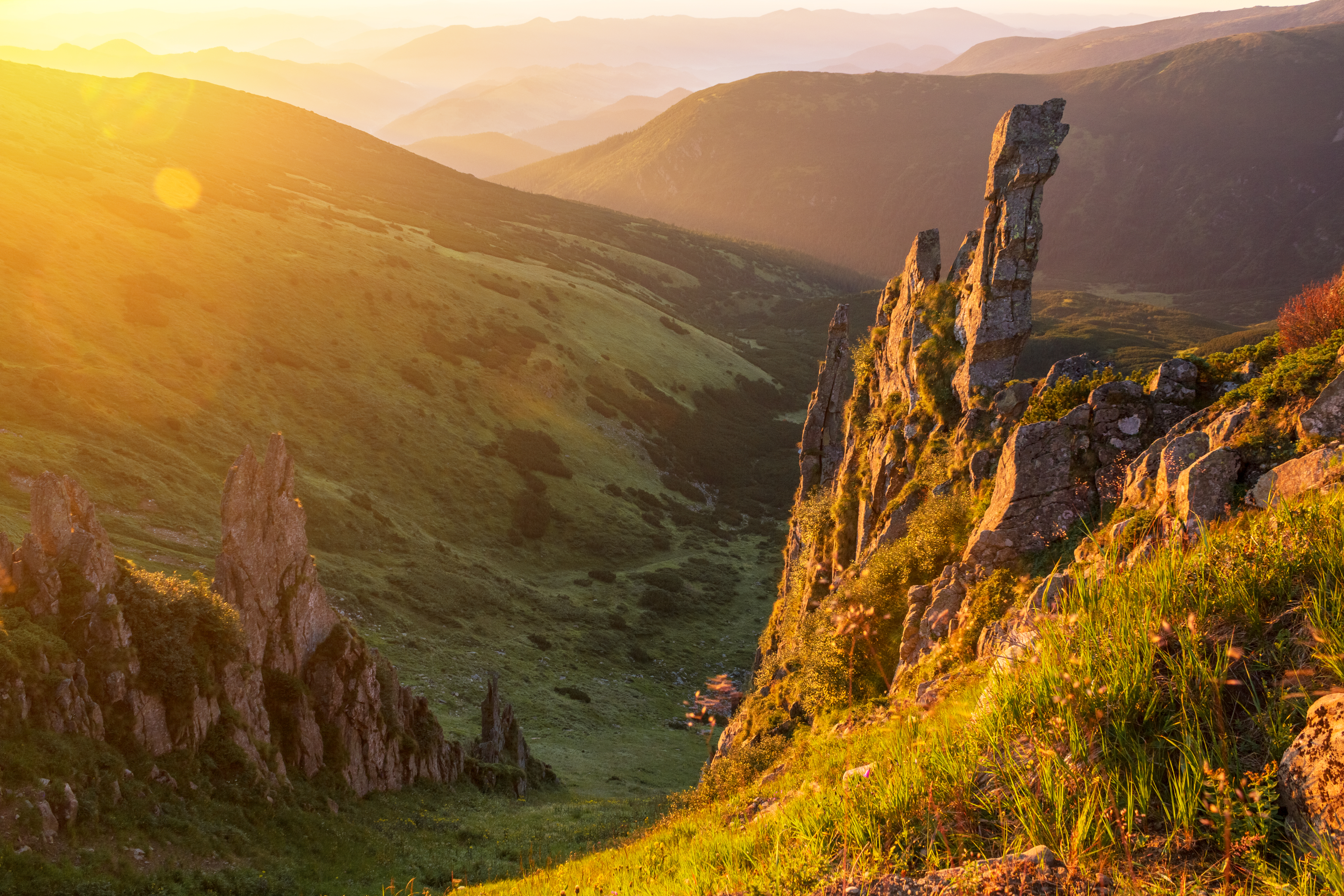
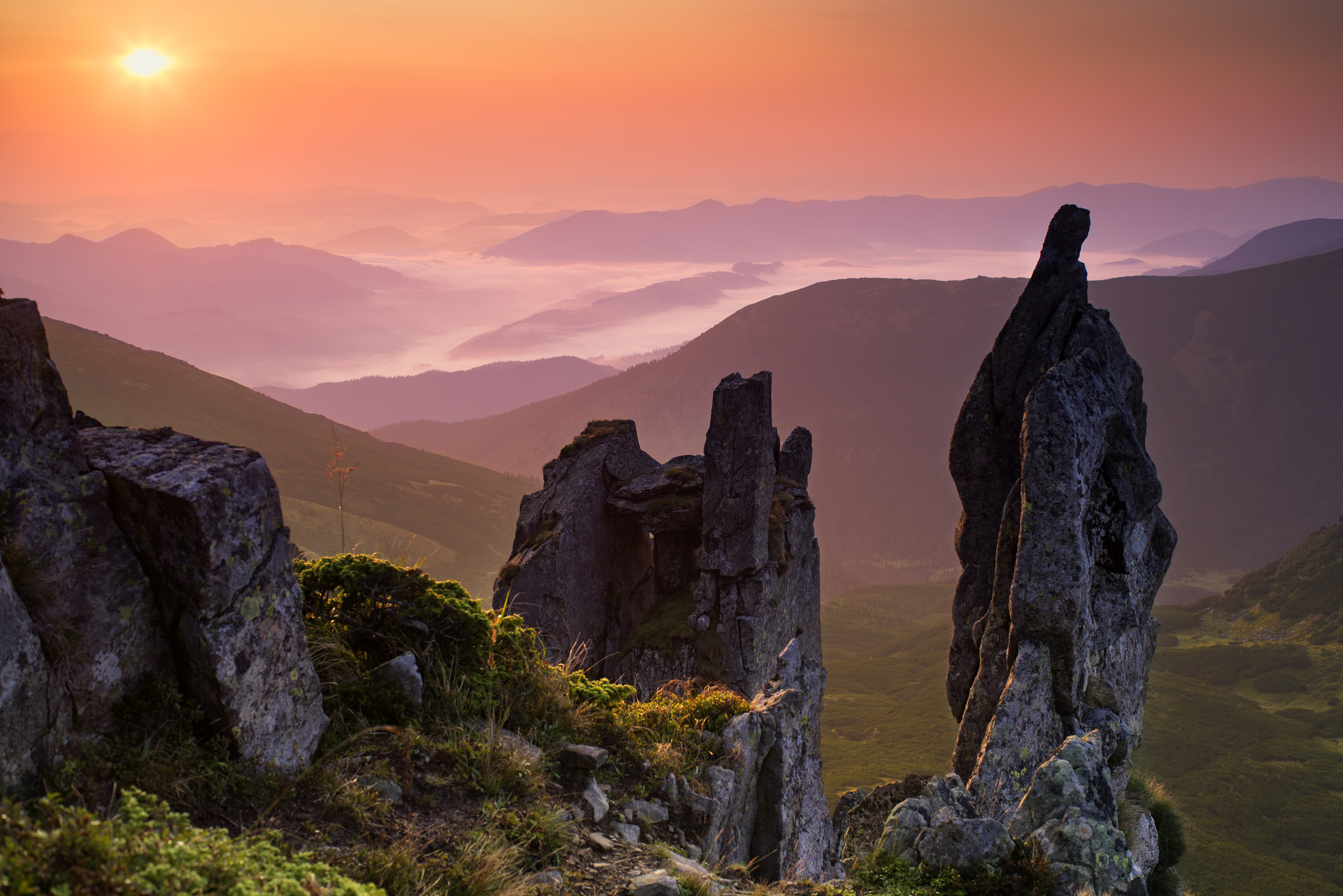
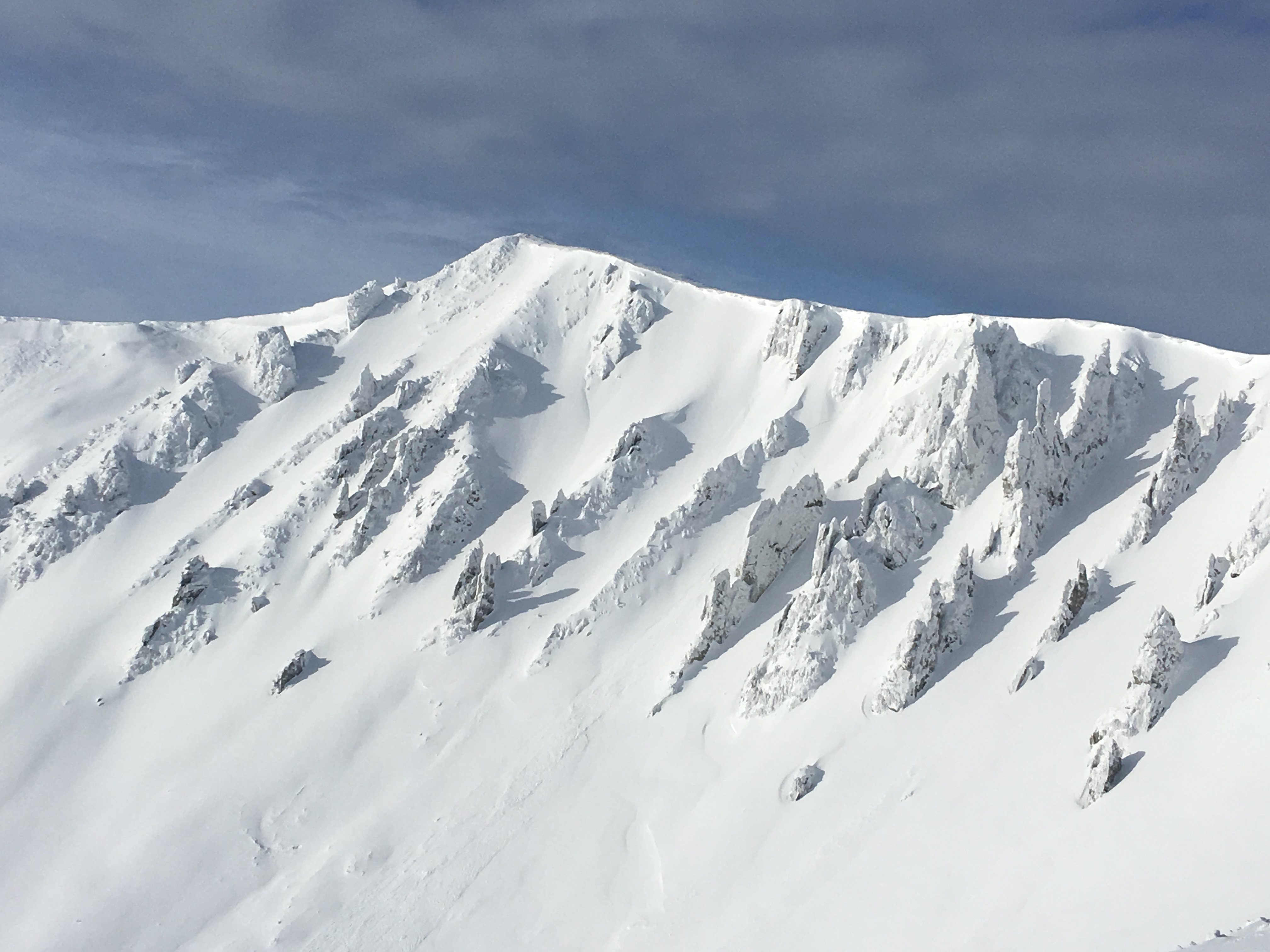
Гора Шпиці взимку
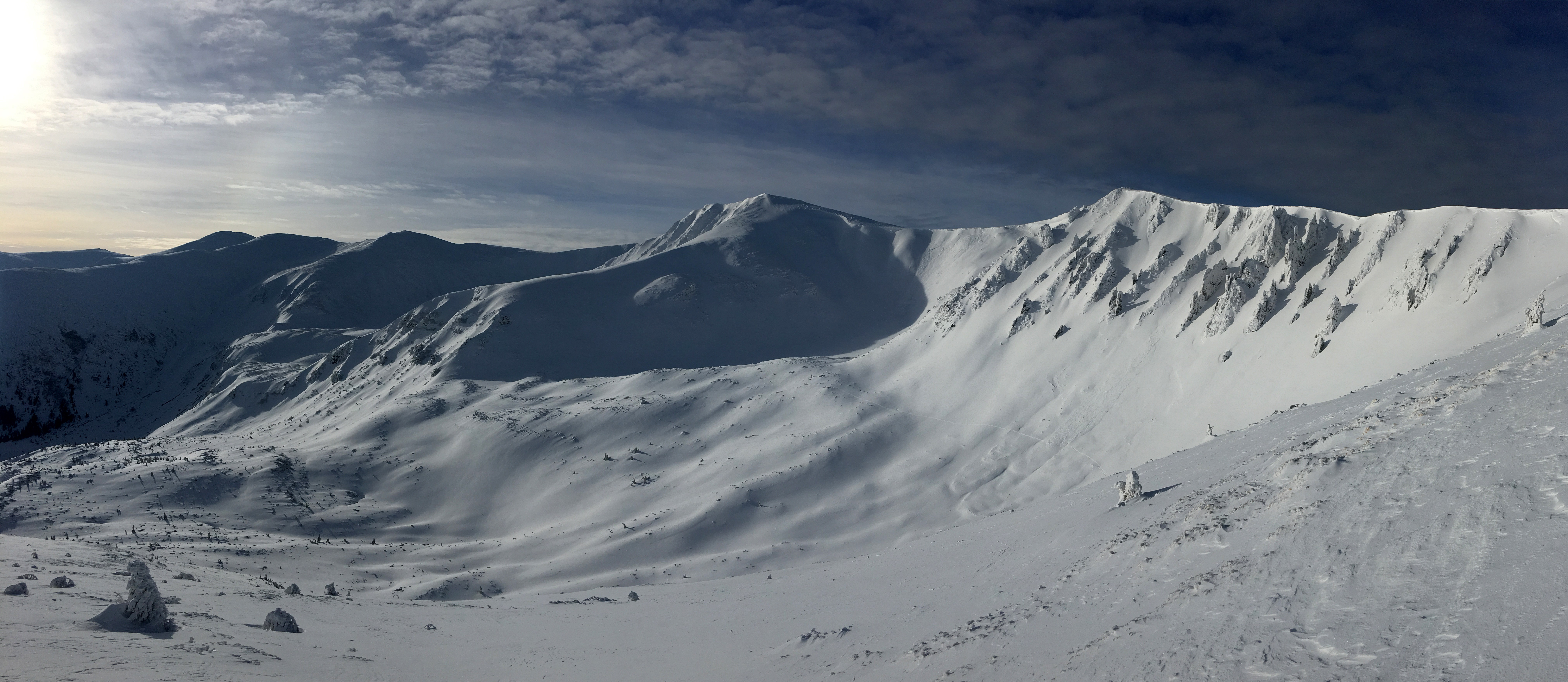
Гора Шпиці (на фоні справа) та урочище Ґаджина взимку
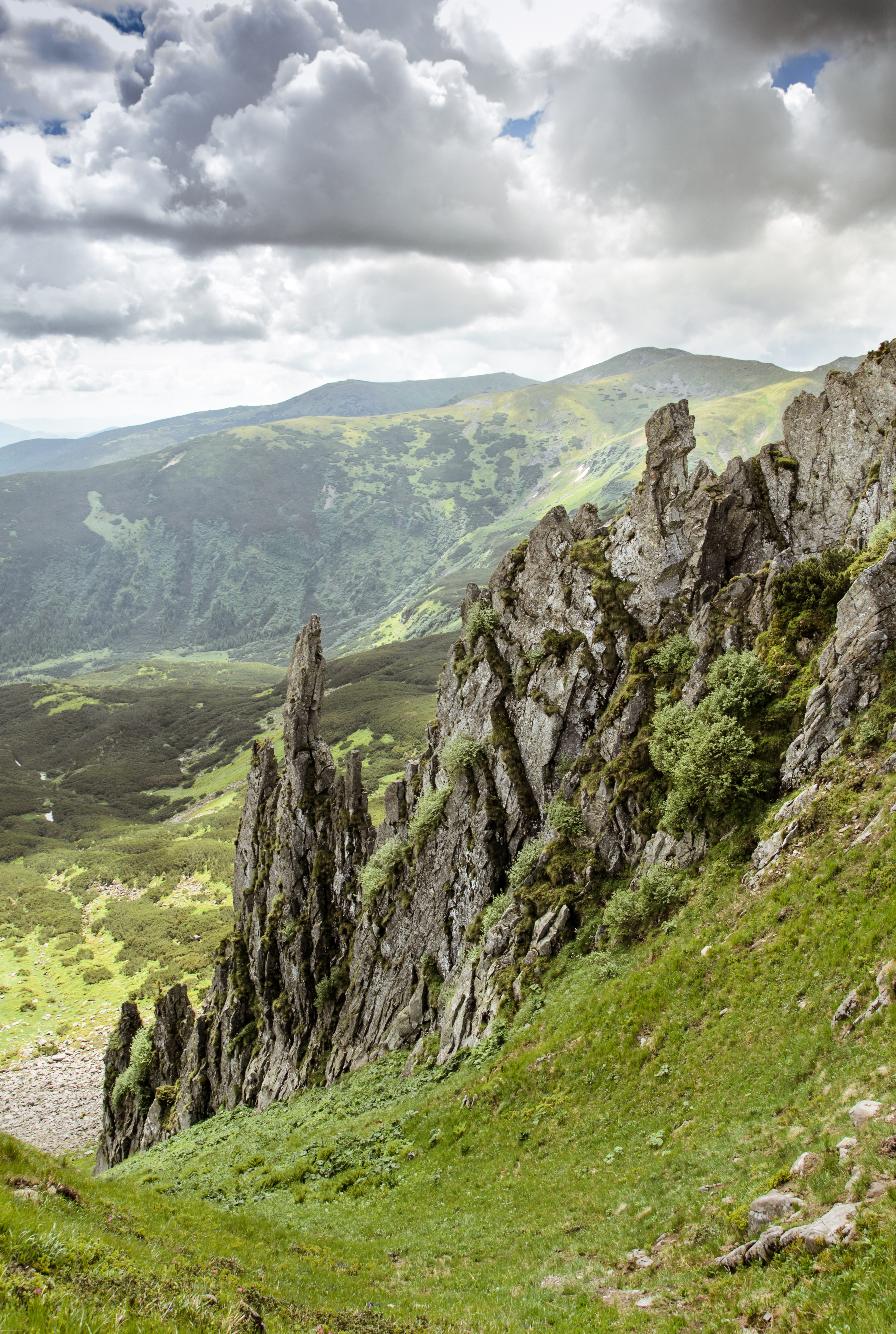